# Adalia conglomerata
Adalia conglomerata – gatunek chrząszcza z rodziny biedronkowatych.
Chrząszcz o szerokim, owalnym ciele długości od 3 do 4,5 mm. Głowę ma czarną z dużą, żółtą plamą na środku. Plamy na żółtym przedpleczu zlewają się M-kształtnie. Tarczka jest prawie równoboczna, niewielkich rozmiarów, czarno ubarwiona. Na żółtych pokrywach występuje czarna, szeroka wstęga wzdłuż szwu oraz czarne plamy – typowo jest ich po sześć na każdej pokrywie, ale niektóre mogą zanikać, łączyć się ze sobą, bądź też łączyć się ze wspomnianą wstęgą przyszwową. Barwa odnóży jest żółta. Stopy mają na pazurkach wąski, mały i słabo dostrzegalny ząb dodatkowy. Spodnia strona ciała jest ciemna oprócz odwłoka, który część segmentów ma żółtych, a pozostałe o jasnych brzegach. Na wypukłym przedpiersiu brak jest żeberek. Linia udowa na pierwszym segmencie odwłoka nie osiąga wierzchołkiem jego przedniego brzegu.
Owad o typie rozsiedlenia borealno-górskim. Zasiedla głównie środkową i północną Europę oraz Syberię, dochodząc na północ za koło podbiegunowe w Fennoskandii, a na zachód do Francji i Wielkiej Brytanii. Bytuje na drzewach iglastych, preferując świerki, ale w górach przebywa także na modrzewiach i kosodrzewinie. W Polsce jest stosunkowo rzadko spotykany.